# 干支☆えとせとら
『干支☆えとせとら』（えと・えとせとら）は、環方このみによる日本の漫画作品。
『ちゃお』（小学館）にて2008年1月号から同年3月号まで連載され、作者にとって初めての連載作品であり、また2008年6月には単行本が発売され初めての単行本となった。

## あらすじ
同じクラスの綾島くんと両想いになりたくて、絵馬にその願いを込め奉納した日野美冬。ところが、それをして家に帰ってみたらなんと玄関には、動物が12匹（十二支の動物）いたのだ。そして、「我々は干支の神々だ」と言い出した。かくして美冬の日常は、このおかしな生き物たちに振り回されようとしていたのだった。